# The Mills
The Mills es una banda colombiana de rock formada en Bogotá con cinco integrantes en el año 2007, por el vocalista Álvaro Charry (Bako), el guitarrista Jorge Bello (Geogy), el bajista Ramón Gutiérrez, el teclista Diego Cáceres y el baterista Diego Cadavid. La formación de la banda fue influenciada por bandas de Rock alternativo como U2, Linkin Park y Radiohead Su primer trabajo discográfico fue Don't Care What They Think, es el primer EP de la banda publicada en el 2007. Luego editan su primer álbum debut titulado Babel, grabado en "Art&co Records Studios" y producido por Jorge Holguin Pyngwi y lanzado el 18 de diciembre de 2009.

## Historia

### 2007-2009: inicios yDon't Care What They Think
La banda se formó por el vocalista Álvaro Charry y Jorge Luis Bello donde empezaron a crear melodías y canciones; con el tiempo, de manera empírica, logran acoplar nuevos sonidos y tendencias. Durante ese periodo, se unió Juan David Parra como baterista y sale de la banda Héctor Andrés Muñoz Ramírez. Después de haber tocado con 3 bajistas diferentes se integra César Barajas, David Castiblanco como vocalista segunda voz y con su sonido la banda queda completa.
La banda se formó en el 2007. Ese mismo año se dieron a conocer con su primer EP, Don't Care What They Think, Jorge Luis Bello , guitarrista de la banda The Hall Effect.  Con ese trabajo lograron un reconocimiento positivo de la crítica, destacándose la edición andina de Rolling Stone, la cual publicó un artículo de Daniel Casas, por entonces director de Rock al Parque, en el que elogiaba las influencias británicas y el sonido de la banda. En el 2008, el grupo publicó los sencillos "Before I Go to Sleep" y "Let it Go", a la vez que fueron escogidos para el evento de "Colombia Fest".

### 2009-2010:Babel
En el 2009, la banda publica su primer álbum debut titulado Babel, lanzado el 18 de diciembre. El álbum estuvo bajo la producción de Jorge Holguin Pyngwi y Alejandro Lozano. El álbum fue grabado en Bogotá y mezclado en Miami por entonces ganador de dos premios Grammy Boris Milan. El grupo hizo varias presentaciones en Colombia, promocionando el álbum en la primera gira nacional de la banda llamada Depredador Tour. Más tarde, en ese mismo año, el álbum obtuvo un premio en por la revista Shock en la categoría de "Mejor Disco Web". En el 2010 se retira un integrante, Andee (Andrés Ramírez) el baterista del grupo y a su vez se une el fotógrafo y actor Diego Cadavid.
El primer sencillo del álbum fue "Before I Go to Sleep"; el sencillo es parte del EP Don't Care What They Think, donde hizo su primera aparición en la radio el 1 de agosto de 2007 en Rumba Stereo permaneciendo en repertorio durante sesenta semanas. El 8 de mayo de 2009, la banda lanza el segundo sencillo del álbum titulado "Abran Fuego"; la canción se ubicó en los primeros lugares de la radio de género reguetón en Colombia, en estaciones como Rumba, Oxígeno y La Cariñosa (no es del género pero necesitaban difundirla). El vídeo musical logró ser uno de los más vistos en Iberoamérica, en el programa de Los 10 + pedidos de MTV. Luego, en el 2010, la banda lanza el tercer sencillo del álbum, "Lobo Hombre en París"; al igual que su anterior sencillo lideró los primeros puestos de radio en Colombia. También llegó a ser uno de los vídeos más solicitados en Los 10 + pedidos. Algunas versiones de la canción incluyen la compañía de Andrea Echeverri vocalista y líder de la banda Aterciopelados. El 10 de octubre de 2010, el grupo lanza su cuarto sencillo, "Amor Depredador"; el vídeo de la canción se publicó en la página de YouTube de la banda el 6 de agosto de 2011, bajo la dirección de Ivan Cuevas y Marcy Cuevas. La canción hizo parte de la banda sonora de la telenovela colombiana Niñas mal. Además, llega a los primeros puestos de las listas musicales de la radio.

### 2011-2014:Guadalupe
Es el segundo álbum de estudio de la agrupación. El álbum incluye la canción Guadalupe, escrita a partir de la triste historia de uno de sus miembros, quien perdió a su bebé cuando tenía ocho meses de gestación. La canción fue lanzada en la radio el 10 de abril de 2012; el lanzamiento fue un total éxito. La canción Guadalupe fue escrita por Bako (Álvaro Charry) siendo él quien perdió a su bebé y lo cual fue su inspiración para escribir el tema y compuesta por Dizee (Diego Cáceres), encargándose del teclado y los coros al momento de interpretarla.
La grabación y masterización del álbum se desarrolló en Bogotá. el material contiene la producción de Jay de la Cueva, baterista de la agrupación mexicana Fobia y vocalista de la agrupación también mexicana llamada Moderatto y la coproducción de Alejandro Lozano guitarrista de la agrupación Superlitio. La grabación y masterización del álbum se desarrolló en Bogotá, la publicación del álbum se produjo en septiembre de 2011
De Guadalupe se desprende el primer sencillo TRES SEIS CINCO; posteriormente el tema que le da nombre al disco, Guadalupe, el cual rápidamente se convierte en una de las canciones más importantes del 2012 y le da un premio shock a MEJOR ARTISTA ROCK 2012. Posteriormente lanzan LO PEOR DE MI, número 1 en Radioacktiva por varias semanas y NADIE, sencillo especial que presenta una nueva etapa para la banda tras ser el primer artista Colombiano en firmar con WARNER MUSIC COLOMBIA.
La banda cierra la "era Guadalupe" con un concierto hecho en el bar Kukaramakara en Bogotá el 24 de julio de 2014 en el que además de interpretar los éxitos de su segundo álbum de estudio, el grupo presenta por primera vez al público "El Silenciador", anunciando así el lanzamiento de un próximo trabajo discográfico de la banda colombiana.

### 2015-presente:De Cierto
Dos meses después del cierre de la "era Guadalupe", apoyada por Tigo Music Colombia, el 23 de septiembre de 2014 la banda lanza a través de YouTube el primer sencillo oficial de su próximo trabajo discográfico. El video con letra de "El Amor Duele" fue rodado en Londres por Andrés Beltrán y Armando Mesías y en Bogotá por el baterista de la banda, Diego Cadavid.
Canciones como "Odiar y No Olvidar" y "El Silenciador" fueron presentadas en el Radio Fest 2015 organizado por las emisoras de radio bogotanas "Radioacktiva" y "Los 40 Principales (Colombia)" donde tuvieron una acogida importante por el público haciendo así de esta, "una de las mejores presentaciones" que han tenido, pensamiento que fue manifestado por la banda a través de sus redes sociales.
El 21 de junio de 2015 fue el lanzamiento mundial del tercer álbum de estudio mediante una presentación dirigida a algunos fanáticos en un pequeño evento organizado en las horas de la tarde. La banda también realizó el lanzamiento a los medios en el programa radial "Las Noches 40" de la emisora bogotana "Los 40 Principales" en el cual fue reproducido todo el álbum acompañado de una entrevista en vivo a cada miembro de la banda en la cual cada uno daba sus percepciones personales canción por canción.
El disco fue producido por Mauricio Rengifo "Dandee" de la agrupación colombiana Cali y el Dandee. Bako, vocalista de la banda, dijo en la presentación del CD que quisieron confiar en el talento colombiano y les dio buen resultado. La mezcla estuvo a cargo de Chris Lord-Alge quién ha trabajado con bandas como Paramore, Aerosmith, Smashing Pumpkins, U2, My Chemical Romance, Foo Fighters entre otras. The Mills es la segunda banda hispana a la que Chris Lord-Alge decide mezclar en toda su carrera después de la mexicana Zoé. 
El álbum en su primera versión cuenta con ocho canciones en este orden: 1. "Deseo", 2. "El Amor Duele, 3. "Odiar y no Olvidar, 4. "Silenciador", 5. "Instinto", 6. "Adiós (El Hombre que Duda)", 7. "Imposible Amor", 8. "Las Dos Puertas". La banda, que acostumbra a sacar versión Deluxe o Special de sus discos, anunció que la Deluxe Edition de De Cierto traerá cuatro temas más que aún no se sabe si serán remasterizaciones de viejos singles o versiones inéditas de los 8 cortes originales.
Como dato curioso de este álbum, "Silenciador", canción favorita de Bako y tema número 4, contiene coros hechos por 100 fanáticos de la banda quiénes fueron dirigidos por Dizee, la actividad se realizó a través de un concurso y con el apoyo de Tigo Music Colombia.
La canción favorita de Ray es "Deseo".
La canción favorita de Geogy y Cadavid es "Las Dos Puertas".
La canción favorita de Dizee es "Adiós".
Le tomó solo 4 días a la banda llegar al número 1 en ventas digitales de iTunes Colombia.
| - Bako (Álvaro Charry Segura) - Vocalista - Geogy (Jorge Luis Bello) - Guitarra - Dizee (Diego Cáceres) - Teclado y coros - Ray (Ramón Gutiérrez) - Bajo - Cadavid (Diego Andres Cadavid) - Batería | - Roberto Andrades Dirak - Global Manager - Andrés Valencia - Tour Manager - Jorge Ovalle - Project Manager - Camilo Laguna (Wicho) - Stage Mánager - Juan David Mejía (Dooper) - Sound Engineer - Mafe Sandoval - Press Mánager |

|  |

## Discografía
| Studio albums - Babel. (2009) - Guadalupe (álbum). (2011) - De Cierto. (2015) - El Amor Es Fácil, Las Relaciones No. (2024) EPs - Don't Care What They Think. (2007) - Olvidarte. (2021) |

### Sencillos
- Cuando Estes Afuera (2018)